# Chrysanthrax altus
Chrysanthrax altus är en tvåvingeart som först beskrevs av Tucker 1907.  Chrysanthrax altus ingår i släktet Chrysanthrax och familjen svävflugor. Inga underarter finns listade i Catalogue of Life.